# Ормеле
Ормеле (итал. Ormelle) је насеље у Италији у округу Тревизо, региону Венето.
Према процени из 2011. године у насељу је живело 2242 становника. Насеље се налази на надморској висини од 18 m.

## Становништво
Према резултатима пописа становништва 2011. у општини је живело 4.464 становника.
| 1931. | 1936. | 1951. | 1961. | 1971. | 1981. | 1991. | 2001. | 2011. |
| ----- | ----- | ----- | ----- | ----- | ----- | ----- | ----- | ----- |
| 4.470 | 4.248 | 3.937 | 3.550 | 3.315 | 3.451 | 3.619 | 4.087 | 4.464 |